# Шупленков, Владимир Павлович
Владимир Павлович Шупленков (1937—1998) — советский и российский учёный-правовед, криминолог, доктор юридических наук, профессор, Заслуженный юрист РСФСР, полковник юстиции в отставке, член Научно-консультативного совета при Верховном Суде Российской Федерации.

## Биография
Родился 8 октября 1937 г. в г. Шклов Могилевской области Белорусской ССР, где проживал с родителями (отец погиб в ходе Великой Отечественной войны).
После окончания 4 класса средней школы поступил в Калининское Суворовское военное училище, которое окончил в 1954 г.
По окончании училища поступил в Московское высшее общевойсковое командное училище имени Верховного Совета РСФСР.
После окончания училища в 1958 г. был направлен служить в Группу советских войск в Германии, где проходил военную службу в должностях командира взвода, заместителя командира роты по политической работе.
В 1964 г. поступил на юридический факультет 
Военно-политической академии имени В. И. Ленина (г. Москва).
После окончания академии в 1968 г. был направлен для дальнейшего прохождения военной службы в военный трибунал Оренбургского гарнизона, где проходил службу в должности судьи.
В 1969 г. поступил в адъюнктуру Военно-политической академии имени В. И. Ленина.
После окончания адъюнктуры с присуждением ученой степени кандидата юридических наук в 1973 г. проходил военную службу на кафедре уголовного права Военно-политической академии имени В. И. Ленина (с 1974 г. — Военного института МО СССР) в должностях преподавателя и старшего преподавателя.
В 1981 г. поступил в докторантуру Военного института Министерства обороны СССР.
По окончании в 1986 г. докторантуры с присвоением ученой степени доктора юридических наук продолжил работу на кафедре уголовного права Военного института МО СССР.
По достижении предельного возраста пребывания на военной службе был уволен в запас.
Продолжил свою научную и педагогическую деятельность в Московском экономико-гуманитарном институте. 11 марта 1994 г. вместе с Л. А. Демидовой организовал Московский гуманитарно-экономический институт, где работал проректором по научной деятельности.
Умер 15 сентября 1998 г., похоронен на Троекуровском кладбище г. Москвы.

## Награды
За заслуги перед Отечеством награждён орденом «За службу Родине в Вооружённых Силах СССР» 3 степени и многочисленными медалями; ему присвоено почетное звание «Заслуженный юрист РСФСР».

## Основные труды
- Вопросы теории и практики назначения наказания за воинские преступления. Дис… канд. юр. наук. — М.: ВПА, 1973.

- Проблемы уголовно-правовой борьбы с преступлениями против обороны СССР. Дис… док. юр. наук. — М.: ВКИ, 1986.

- Лишение воинских и других званий, а также орденов, медалей и почетных званий / Наказания, не связанные с лишением свободы — М.: Юрид. лит., 1972.

- Индивидуализация наказания за воинские преступления. Лекция / Шупленков В. П.; отв. ред. Прокопович Е. В. — М., 1974.

- Сборник задач по советскому уголовному праву. Часть особенная / Бражник Ф. С., Прокопович Е. В., Шупленков В. П.; отв. ред. Лунеев В. В. — М.: ВКИ, 1977.

- Шупленков В. П. Военно-уголовное законодательство зарубеж¬ных социалистических стран-участниц Варшавского Договора. — М.: Военный институт, 1977.

- Советское исправительно-трудовое право. Учебное пособие / Прокопович Е. В.; отв. ред. Шупленков В. П. — М.: ВКИ, 1979.

- Советское уголовное законодательство о преступлениях против обороны СССР. Учебное пособие — М.: ВКИ, 1982.

- Изменения в уголовном законе / Ахметшин Х. М., Бражник Ф. С., Кожемякин Б. А., Шупленков В. П. — М.: Юрид. лит., 1984.

- Уголовное законодательство Союза ССР и союзных республик (1981—1982 гг.). Учебное пособие / Ахметшин Х. М., Бражник Ф. С., Кожемякин Б. А., Шупленков В. П. — М.: ВКИ, 1984.

- Командиру о военно-уголовном законодательстве / Ахметшин Х. М., Бражник Ф. С., Горный А. Г., Лунеев В. В., Рашковец И. П., Тер-Акопов А. А., Шупленков В. П.; под общ. ред. Горный А. Г. — 2-е изд., перераб. и доп. — М., 1985.

- Шупленков В. П. К вопросу об изучении влияния войны на преступность // Сборник статей. Военный институт МО СССР. 1986. № 22. С. 202—203.

- Шупленков В. П. Уголовно-правовая борьба с преступлениями против обороны страны в военное время. — М., 1986.

- Законотворчество. Фундаментальный курс авторизованного изложения / Шупленков В. П. и др. — М.: Изд-во МЭГУ, 1993.